# Astragalus cottamii
Astragalus cottamii — вид квіткових рослин з родини бобових (Fabaceae). Ареал охоплює такі країни: США (Аризона, Нью-Мексико, Юта, Колорадо).

## Середовище
Це міцна багаторічна трав'яниста рослина, яка росте на піщаному ґрунті у вивітрених западинах, тріщинах та в піньйоно-ялівцевих лісах. Зустрічається в багатих на селен глинах, мулах та піщаному ґрунті рівнин та пустель. Висота зростання: 850–2000 метрів. Наразі немає відомих серйозних загроз для цього виду.